# كابياء صفراء الأسنان سبيكسية
كابياء صفراء الأسنان سبيكسية (الاسم العلمي:Galea spixii) هي نوع من الحيوانات يتبع جنس كابياء صفراء الأسنان من فصيلة الكابيائية.